# Ablabesmyia eggeri
Ablabesmyia eggeri är en tvåvingeart som först beskrevs av Maurice Emile Marie Goetghebuer och Lenz 1936.  Ablabesmyia eggeri ingår i släktet Ablabesmyia och familjen fjädermyggor.
Artens utbredningsområde är Österrike. Inga underarter finns listade i Catalogue of Life.